# Corybas hispidus
Corybas hispidus är en orkidéart som beskrevs av David Lloyd Jones. Corybas hispidus ingår i släktet Corybas, och familjen orkidéer. Inga underarter finns listade i Catalogue of Life.